# Матакана
Матакана (англ. Matakana Island) — остров в северной части новозеландского острова Северный. Административно входит в состав региона Бей-оф-Пленти.

## География
Остров Матакана — крупнейший в Новой Зеландии барьерный остров. Он разделяет залив Пленти от бухты Тауранга. По форме Матакана представляет собой длинный, плоский остров, длина которого составляет около 20 км, а ширина редко превышает 3 км. Общая площадь поверхности достигает 60 км².
Условно остров можно разделить на две части. Обращённая к Тихому океану часть Матаканы представлена песчаным барьером периода голоцена, который простирается параллельно океаническому побережью на протяжении 24 км. В этом районе расположены реликтовые передовые дюны, а поверхность покрыта густыми прибрежными лесами. Часть острова, обращённая к бухте Тауранга представлена плейстоценовыми террасами, которые покрыты тефрой и другими отложениями. В этом районе сконцентрирована большая часть населения Матаканы.
До колонизации острова человеком Матакана был покрыт густыми лесами, в которых преобладали такие растения как каури, танекаха, кахикатеа, риму, тотара, похутукава, камахи и др. Процесс обезлесения начался с появлением на острове первых представителей маори около 800 лет назад. В XIX веке значительный урон местной флоре был нанесён после создания овцеводческих ферм. С точки зрения экологии, особую ценность на Матакане представляют пресноводные водно-болотные угодья и песчаные дюны. В целом, на острове произрастает около 100 видов растений.

## Население
Согласно переписи 2006 года численность населения Матаканы составляла 225 человек. Убыль по сравнению с переписью 2001 года составила 63 человека, или 21,9 %. Подавляющее число населения представлено коренным народом Новой Зеландии, маори. Основными языками общения являются английский и маори.